# Bernard Middleton
Bernard Chester Middleton (Londres, 29 de octubre de 1924-28 de enero de 2019) fue un encuadernador y restaurador de libros inglés.

## Biografía
Bernard Middleton estudió en la Escuela Central de Artes y Oficios de William Matthews y Peter McLeish entre 1938 y 1940. Fue aprendiz en el British Museum Bindery de 1940 a 1948 y asistió al Colegio de Imprenta de Londres entre 1940 y 1943. Sirvió a la Royal Navy desde 1943 a 1946. Fue un artesano-demostrador en el Royal College of Art de 1949 a 1951.
En 1953 se dedicó al trabajado autónomo, especializado como restaurador de libros.
Middleton fue miembro fundador de Designer Bookbinders y fue presidente desde 1973 hasta 1975. La Reina le otorgó el MBE en 1986. Sus encuadernaciones han sido exhibidas en diferentes partes del mundo. Dos de sus libros, A History of English Craft Book Binding Technique (publicado por primera vez en 1963) y The Restoration of Leather Bindings (publicado por primera vez en 1972) se han convertido en las bases de estudio de la encuadernación, siendo reeditados en varias ocasiones.

## Publicaciones

### Libros
- A History of English Craft Bookbinding Technique (1963) Hafner,  ASIN: B0000CLX35; (1981) Library Technology Programe, ASIN: B00GAPJPZU; (1988) New Holland Publishers Ltd., New edition edition, ISBN 978-0946323135; (1996) Oak Knoll Press, ASIN: B01FIZON22
- The Restoration of Leather Bindings. Ilustraciones de Aldren A. Watson, (1972) ALA, ASIN: B001OL8XQW; (1984) Adamantine Press, 2nd Revised edition edition; (1984) ISBN 978-0744900002. British Library, 4 Rev Ed edition; (2004) ISBN 978-1584561194 ASIN: 158456119X; (1998) ASIN: B011YTGCKW

- English Craft Bookbinding, 1880-1980. (1981)
- You can judge a book by its cover. A brief survey of materials (1994) David Pankow (editor). Mel Kavin/Kater-Crafts Bookbinders, ASIN: B002YIJKV6

- Recollections: My life in bookbinding (1995) Bird & Bull Press. ASIN: B0006QCNM6; (2000) Oak Knoll Press. The British Library Publishing Division; First Thus edition, ISBN 978-0712346832
- Restauración de las encuadernaciones en piel (2001) Clan Editorial. Leonor Blanquez (Traductora) ISBN 978-8489142442

### Artículos, colaboraciones y ensayos
- The bookbinders case unfolded Unknown Binding (1962) Bibliographical Society, ASIN: B0007K12DW
- Modern British Bookbindings. An Exhibition Of Modern British Bookbindings By Members Of Designer Bookbinders. Supplementary Catalogue. (1971) Ivor & Bernard Middleton Editors Robinson (Author) Publisher: Designer Bookbinders (1971) ASIN: B01MR24PRS. 1st Edition. edition (1971) ASIN: B0012TU576

- The Practical Guide to Marbling Paper Paperback (1987) Anne Chambers (Author), Bernard C. Middleton (Introduction). Thames & Hudson Ltd; New edition edition (1 Sept. 1987) ISBN: 978-0500274217

- The Tradition Of Fine Bookbinding In The Twentieth Century. Catalogue Of An Exhibition 12 November 1979 To 15 February 1980. Essays By Jean Gunner, Bernard Middleton & Marianne Tidcombe. Paperback (1979) by Callery & Mosimann Compilers (Author) Publisher: Hunt Institute Pittsburgh Pennsylvania (1979) ASIN: B004H4H42C

- Twenty-Five Gold-Tooled Bookbindings: An International Tribute to Bernard C. Middleton's Recollections Hardcover – Illustrated, 31 Dec 1997 by Marianne Tidcombe (Editor) Publisher: Oak Knoll Press,US; illustrated edition edition (31 Dec. 1997) ISBN: 978-1884718366 The Whole Art Of Bookbinding 1811 The Whole Process Of Marbling Paper 1813. Introduction By Bernard Middleton. Hardcover – 1987 by  Bernard Ed Middleton (Author) Publisher: Texas (1987) ASIN: B00CBMZKUA

- The New Bookbinder: Journal of Designer Bookbinders. Volumen 2 (1982) by Bernard, Brockman, James [editors] Middleton (Author) Publisher: Designer Bookbinders, London; First Edition edition, ASIN: B007SW48WY. Volumen 3 (1983) by Bernard, Brockman, James [editors] Middleton (Author) Publisher: Designer Bookbinders, London; First Edition edition, ASIN: B007SW49QE

- Highlights from the Bernard C. Middleton Collection of Books on Bookbinding: Together with Selected Essays Hardcover (2000) ASIN: B000IMZCSK

- Catalogue of Bindings and Extra-illustrated Books Produced by the Guild of Women-Binders and the Hampstead Bindery: Including Examples Intended for the St. Louis Exhibition... which Will be Sold by Auction, by Messrs. Sotheby, Wilkinson and Hodge. Bernard C. Middleton Collection of Books on the History and Practice of Bookbinding. London, 2000.

- Illustrations of Books in Best Levant Morocco Bindings: ""Rivieâ0 Ã! E"" and Others, with Various Hand-worked Designs in Gold. Bernard C. Middleton Collection of Books on the History and Practice of Bookbinding. London, 2000.

### Documentales
- Seventy Years in Bookbinding - A Portrait of Bernard Middleton.[4][5]